# Episodi di Miraculous - Le storie di Ladybug e Chat Noir (prima stagione)
La prima stagione della serie animata Miraculous - Le storie di Ladybug e Chat Noir, composta da 26 episodi, è stata trasmessa in prima visione dal 1º settembre 2015 al 19 marzo 2016 tra Francia, Svizzera, Corea del Sud e Canada. In Francia è stata trasmessa dall'emittente televisiva TF1 dal 19 ottobre 2015 al 30 ottobre 2016.
In Italia è stata trasmessa dall'emittente televisiva Disney Channel dal 22 febbraio al 18 dicembre 2016.
Gli episodi sono diretti da Thomas Astruc.
| nº | Titolo originale                           | Titolo italiano                            | Prima TV mondiale                         | Prima TV Francia          | Prima TV Italia  | Cod. prod. |
| -- | ------------------------------------------ | ------------------------------------------ | ----------------------------------------- | ------------------------- | ---------------- | ---------- |
| 1  | Climatika                                  | Tempestosa                                 | 1º settembre 2015 (Corea del Sud su EBS1) | 19 ottobre 2015           | 22 febbraio 2016 | 101        |
| 2  | Le Bulleur                                 | Lo Sparabolle                              | 8 settembre 2015 (Corea del Sud su EBS1)  | 20 ottobre 2015           | 23 febbraio 2016 | 109        |
| 3  | L'Imposteur                                | Impostore                                  | 15 settembre 2015 (Corea del Sud su EBS1) | 28 ottobre 2015           | 24 febbraio 2016 | 108        |
| 4  | Chronogirl                                 | Chronogirl                                 | 22 settembre 2015 (Corea del Sud su EBS1) | 23 ottobre 2015           | 25 febbraio 2016 | 116        |
| 5  | M. Pigeon                                  | Mr. Piccione                               | 29 settembre 2015 (Corea del Sud su EBS1) | 23 ottobre 2015           | 29 febbraio 2016 | 106        |
| 6  | Lady Wifi                                  | Lady Wi-Fi                                 | 6 ottobre 2015 (Corea del Sud su EBS1)    | 22 ottobre 2015           | 1º marzo 2016    | 103        |
| 7  | Le Pharaon                                 | Il Faraone                                 | 13 ottobre 2015 (Corea del Sud su EBS1)   | 21 ottobre 2015           | 26 febbraio 2016 | 115        |
| 8  | Rogercop                                   | Rogercop                                   | 20 ottobre 2015 (Corea del Sud su EBS1)   | 27 ottobre 2015           | 3 marzo 2016     | 111        |
| 9  | Le Dessinateur                             | Il Dessinateur                             | 26 ottobre 2015 (su TF1)                  | 26 ottobre 2015 (su TF1)  | 2 marzo 2016     | 102        |
| 10 | Le Dislocœur                               | Dark Cupido                                | 29 ottobre 2015 (su TF1)                  | 29 ottobre 2015 (su TF1)  | 14 giugno 2016   | 105        |
| 11 | Horrificator                               | Horrificator                               | 30 ottobre 2015 (su TF1)                  | 30 ottobre 2015 (su TF1)  | 13 giugno 2016   | 117        |
| 12 | Le Chevalier Noir                          | Darkblade                                  | 17 novembre 2015 (Corea del Sud su EBS1)  | 6 dicembre 2015           | 21 giugno 2016   | 114        |
| 13 | Le Mime                                    | Il Mimo                                    | 24 novembre 2015 (Corea del Sud su EBS1)  | 13 dicembre 2015          | 17 giugno 2016   | 119        |
| 14 | Kung Food                                  | Kung Food                                  | 10 gennaio 2016 (su TF1)                  | 10 gennaio 2016 (su TF1)  | 20 novembre 2016 | 125        |
| 15 | Le Gamer                                   | Gamer                                      | 17 gennaio 2016 (su TF1)                  | 17 gennaio 2016 (su TF1)  | 27 novembre 2016 | 112        |
| 16 | Animan                                     | Animan                                     | 24 gennaio 2016 (su TF1)                  | 24 gennaio 2016 (su TF1)  | 22 giugno 2016   | 113        |
| 17 | Antibug                                    | Antibug                                    | 31 gennaio 2016 (su TF1)                  | 31 gennaio 2016 (su TF1)  | 18 dicembre 2016 | 124        |
| 18 | La Marionettiste                           | La Burattinaia                             | 7 febbraio 2016 (su TF1)                  | 7 febbraio 2016 (su TF1)  | 11 dicembre 2016 | 118        |
| 19 | Reflekta                                   | Reflekta                                   | 21 febbraio 2016 (su TF1)                 | 21 febbraio 2016 (su TF1) | 4 dicembre 2016  | 121        |
| 20 | Guitar Vilain                              | Chittarrik                                 | 28 febbraio 2016 (su TF1)                 | 28 febbraio 2016 (su TF1) | 13 novembre 2016 | 120        |
| 21 | Ladybug et Chat Noir (Origines - Partie 1) | Ladybug e Chat Noir (Le Origini - parte 1) | 1º marzo 2016 (Corea del Sud su EBS1)     | 30 ottobre 2016           | 15 giugno 2016   | 122        |
| 22 | Cœur de Pierre (Origines - Partie 2)       | Cuore di Pietra (Le Origini - parte 2)     | 2 marzo 2016 (Svizzera su RTS Deux)       | 30 ottobre 2016           | 16 giugno 2016   | 123        |
| 23 | Numéric                                    | Digital                                    | 3 marzo 2016 (Québec su Télé-Québec)      | 9 marzo 2016              | 6 novembre 2016  | 107        |
| 24 | Jackady                                    | Simon Dice                                 | 6 marzo 2016 (Québec su Télé-Québec)      | 27 marzo 2016             | 23 giugno 2016   | 110        |
| 25 | Princesse Fragrance                        | Principessa Fragranza                      | 13 marzo 2016 (Québec su Télé-Québec)     | 20 marzo 2016             | 20 giugno 2016   | 104        |
| 26 | Volpina                                    | Volpina                                    | 19 marzo 2016 (Québec su Télé-Québec)     | 3 aprile 2016             | 18 dicembre 2016 | 126        |

## Ladybug e Chat Noir (Le Origini - parte 1)
- Titolo originale: Ladybug et Chat Noir (Origines - Partie 1)
- Scritto da: Thomas Astruc, Quentin Thibaudeau e Sébastien Thibaudeau

### Trama
Un uomo sconosciuto cerca di capire come funziona il Miraculous della Farfalla, dopo aver sottomesso e farsi spiegare dal Kwami Nooroo i poteri dei Miraculous, e spiega che quello della Farfalla può creare degli alleati grazie alle Akuma, e con esso si trasforma in Papillon, dicendo di usare i suoi poteri per rubare il Miraculous della Coccinella che sono degli orecchini che hanno il potere della Creazione e il Miraculous del Gatto Nero che è un anello che ha il potere della Distruzione: Papillon vuole ottenere il potere assoluto per risvegliare sua moglie dal coma magico. Il maestro Wang Fu, possessore del Miraculous della Tartaruga, viene avvertito dal suo Kwami Wayzz, che ha percepito un potere negativo del Miraculous della Farfalla, Fu, essendo ormai troppo vecchio per combattere, decide di cercare le persone giuste per trasformarle in supereroi. Inizia il primo giorno di scuola per Marinette, mentre il modello Adrien, costretto dal padre il famoso stilista internazionale di moda Gabriel Agreste a studiare a casa, anche se vorrebbe andare a scuola come tutti gli altri ragazzi della sua età. I due ragazzi si imbattono per caso nel maestro Fu e lo aiutano quando lui si mette in difficoltà, diventando in questo modo i prescelti. Durante le lezioni, Kim, uno dei compagni di classe di Marinette, scrive un bigliettino offensivo a Ivan, mandandolo su tutte le furie. Papillon approfitta del suo stato d'animo per akumizzarlo in Cuore di Pietra un gigantesco mostro fatto di pietra, che se viene colpito diventa più grande. Marinette e Adrien trovano nella loro camera da letto i Miraculous della Coccinella e del Gatto Nero affidati in segreto da Fu, dai gioielli fuoriescono: Tikki il Kwami della Creazione e Plagg i Kwami della Distruzione, i due Kwami spiegano i loro poteri e la loro missione, e i due ragazzi si trasformano in Ladybug e Chat Noir. I due supereroi entrano in azione e si presentano, nonostante che sia la loro prima missione riescono comunque a sconfiggere Cuore di Pietra, con l'aiuto di Alya, la nuova compagna di classe di Marinette. Ladybug libera l'Akuma, ma non sapendo di doverla purificare. Poi Ladybug scopre che Ivan è stato akumizzato a causa di Kim, che lo ha preso in giro perché non riusciva a dire che era innamorato di Mylène. Mentre il telegiornale diffonde la notizia dei supereroi a Parigi, l'Akuma comincia a moltiplicarsi e a trasformare le altre persone in cloni di Cuore di Pietra, però immobili. Papillon aspetta che Ivan sia di nuovo vulnerabile per akumizzarlo in modo da attivare gli altri cloni di Cuore di Pietra. Marinette è sconvolta per aver commesso questo errore e decide di non essere più Ladybug.

## Cuore di Pietra (Le Origini - parte 2)
- Titolo originale: Cœur de Pierre (Origines - Partie 2)
- Scritto da: Thomas Astruc, Quentin Thibaudeau e Sébastien Thibaudeau

### Trama
Il giorno dopo Marinette va a scuola con l'intenzione di dare il suo Miraculous di nascosto ad Alya, credendo di non essere la persona giusta per diventare Ladybug. Qui incontra per la prima volta Adrien, il figlio del suo stilista di moda preferito Gabriel Agreste, però Marinette si arrabbia subito con lui perché crede che il ragazzo abbia aiutato Chloé a metterle la gomma da masticare sulla panca, mentre invece stava solo cercando di toglierla, Nino che ha visto la scena chiede al ragazzo perché non gli abbia detto che era stata Chloé a fargli il dispetto, Adrien spiega che non ha amici oltre a Chloé e non vuole perderla, allora Nino decide di diventare suo amico. Intanto Ivan, dopo essere preso in giro da Chloé perché era diventato un supercattivo e non era riuscito a conquistare Mylène con una serenata, viene riakumizzato in Cuore di Pietra, risvegliando anche gli altri cloni e rapisce le due ragazze. Vedendo la città e Alya in pericolo, Marinette decide di tornare nei panni di Ladybug. Quando i due supereroi raggiungono la Tour Eiffel, dalla bocca di Cuore di Pietra, fuoriescono delle Akuma che formano il volto di Papillon che si presenta in tutta Parigi e giura di prendere i Miraculous dei due supereroi, ma Ladybug lo scaccia catturando le Akuma con il suo yo-yo e promette a tutta la città che non si fermerà, fino a quando non avrà liberato Parigi da lui. Chat Noir rimane così colpito da questa ragazza così sicura di sé, da innamorarsene perdutamente, dopo aver sconfitto Cuore di Pietra, aver purificato tutte le Akuma, aver riportato tutto alla normalità, Ivan e Mylène si fidanzano. All'uscita da scuola, Adrien si scusa ancora con Marinette e le spiega che non aveva messo lui la gomma da masticare sulla sua sedia, lasciandole poi il suo ombrello perché ha incominciato a piovere. Marinette dimentica ogni rancore e perde le parole, innamorandosi perdutamente di lui, mentre il maestro Fu, insieme con Wayzz, li osserva non distante da lì, affermando che i due sono fatti l'uno per l'altra.

## Tempestosa
- Titolo originale: Climatika
- Scritto da: Fred Lenoir

### Trama
Durante una trasmissione televisiva, Mireille Caquet viene eletta Miss Meteo per il telegiornale, mentre la seconda classificata, Aurore Beauréal, viene derisa del presentatore Alec. La ragazza, in preda alla rabbia, viene akumizzata da Papillon, diventando Tempestosa, con il superpotere di controllare il tempo atmosferico. Nel mentre Marinette fa da babysitter a Manon, la capricciosa figlia della giornalista Nadia Chamack. Poi arriva Alya, che informa Marinette che Adrien sta facendo un servizio fotografico al Place des Vosges e che, il fotografo Vincent sta cercando una ragazza come spalla, offrendosi anche di occuparsi di Manon. Arrivate al parco mentre Marinette si dirige verso di loro, Alya e Manon rimangono intrappolate dentro a una giostra inglobata dal ghiaccio di Tempestosa. Marinette e Adrien si trasformano in segreto in Ladybug e Chat Noir e combattono contro di lei. A un certo punto vanno nello studio televisivo, dove Tempestosa architetta una trappola ideata da Papillon per loro; Ladybug usa il Lucky Charm ottenendo un telo da bagno, invece Chat Noir usa il Cataclisma, rompendo le transenne del cartellone pubblicitario e Ladybug prende l'ombrello di Tempestosa, rompendolo e facendo uscire l'Akuma purificandola e facendo tornare tutto alla normalità. Marinette è pronta a fare delle foto insieme ad Adrien, ma alla fine il fotografo sceglie Manon.

## Mr. Piccione
- Titolo originale: M. Pigeon
- Scritto da: Guillaume Mautalent e Sébastien Oursel

### Trama
Gabriel Agreste indice un concorso di moda nella scuola di Adrien: la bombetta più bella verrà indossata dal figlio nella prossima sfilata di moda. Mentre Marinette vaga per la città in cerca di ispirazione e vede il signor Xavier Ramier dare da mangiare ad alcuni piccioni. Ma l'uomo viene poi cacciato via dall'agente Roger, a Marinette viene in mente di creare una bombetta decorata con delle piume di piccione, senza accorgersi che Sabrina, sotto ordine di Chloé, ha fotografato il suo bozzetto per rubargli l'idea. Intanto Xavier, triste per essere stato cacciato via, viene akumizzato in Mr. Piccione, ottenendo il potere di controllare i piccioni. Ladybug e Chat Noir, nonostante che quest'ultimo sia allergico alle piume di piccione, riescono ancora una volta a salvare la situazione e a liberare tutti gli agenti che erano stati rapiti da lui. Più tardi a scuola, Gabriel nomina Marinette, la vincitrice del concorso per la bombetta creata, nonostante Chloé avesse cercato di copiargliela. Marinette si accorge che Adrien starnutisce mentre cercava di indossarla, rivelando di essere allergico anche lui alle piume di piccione, come Chat Noir.

## Il Mimo
- Titolo originale: Le Mime
- Scritto da: Thomas Astruc, Michaël Delachenal, François Charpiat, Karine Lollichon e Sébastien Thibaudeau

### Trama
Dopo aver sconfitto un supercattivo, Ladybug ringrazia Alya per il suo Ladyblog mentre quest'ultima la filmava. Alya mostra il video a Marinette, ma mentre Alya si assenta un momento, Marinette vuole fare vedere il video a Tikki, ma lo cancella per sbaglio e quindi cerca il modo di rimediare. Fred Haprèle, il padre di Mylène, va a trovare Marinette per prendersi la sua bombetta da mimo per lo spettacolo, però perde il ruolo di protagonista a causa di un inganno del suo collega Chris, che gli dice che il luogo dell'incontro con lo staff è stato cambiato; quindi Fred viene akumizzato in Mimo, un supercattivo muto in grado di rendere reali gli oggetti che mima. Ladybug mentre cerca di rifare il video, si accorge dell'akumizzato ed entra in azione, dopo un breve scontro e inseguimento con il Mimo, Ladybug usa il Lucky Charm dal quale esce una scatola di scarpe e proietta l'immagine della sua controfigura sulla Tour Eiffel, la quale verrà distrutta, il Mimo viene deakumizzato. Marinette, Adrien e Alya vanno a vedere lo spettacolo del padre di Mylène. Marinette confessa il suo errore ad Alya, che però la rassicura dicendole che aveva già caricato il video sul Ladyblog. Ad ogni modo, Marinette offre ad Alya un'intervista esclusiva con Ladybug per rimediare e l'amica accetta con grande entusiasmo.
- Guest star: Josiane Balasko interpreta sé stessa nella versione francese, il suo personaggio viene ribattezzato Sarah per la versione internazionale.[2][3]

## Chronogirl
- Titolo originale: Chronogirl
- Scritto da: Sébastien Thibaudeau e Michaël Delachenal

### Trama
Per festeggiare il loro 20º anniversario di nozze, i genitori di Marinette vanno a pranzare nel ristorante dell'hotel Le Grand Paris, prima di farlo avvertono Marinette che Nadja Chamack dovrà ritirare la torta a forma di Tour Eiffel. Però Marinette ha un impegno al Trocadéro con i suoi compagni di classe, che organizzano una gara tra Alix, che gareggia con i pattini, e Kim che vuole sfidarla con le sue sole gambe. Lo scopo è costringere quest'ultimo a smettere di lanciare sfide per tutto il corso dell'anno scolastico. Quando Chloé fa cascare accidentalmente l'antico orologio da tasca di Alix, oggetto tramandato da generazioni che le era stato appena regalato per il suo 15º compleanno dal padre Alim, che viene distrutto dai pattini della ragazza, che si infuria e viene akumizzata in Chronogirl, una supercattiva in grado di viaggiare indietro nel tempo rubando l'energia vitale dalle persone. Ladybug, seguendola, torna indietro nel tempo di qualche minuto prima, ma anche l'Alix del passato viene akumizzata, perché l'orologio si rompe di nuovo. Dopo che la Marinette del passato dà la torta a Nadja, si trasforma per aiutare la Ladybug del presente e Chat Noir, in modo da affrontare le due Chronogirl. Alla fine riescono a sconfiggerle e a ripristinare la situazione, e l'orologio viene riparato dal Miraculous Ladybug.

## Il Faraone
- Titolo originale: Le Pharaon
- Scritto da: Cédric Bacconnier

### Trama
Alya ha trovato il libro di storia della sua scuola di Ladybug, che aveva perso mentre era in missione, ed è decisa a usarlo per scoprire la vera identità della supereroina, ed è convinta che sia una ragazza della sua scuola dato che la marca del libro del terzo anno lo usa soltanto il loro istituto. Marinette, su consiglio di Tikki per distrarre Alya dal libro, la porta a Louvre nel reparto egizio dicendole di aver scoperto qualcosa su Ladybug. Qui le due incontrano Jalil, il fratello maggiore di Alix, Jalil vorrebbe riprodurre un antico rito egizio per far risorgere la regina Nefertiti, usando lo scettro di Tutankhamon esposto nella mostra per farla tornare in vita, tuttavia viene severamente rimproverato dal padre che lavora come curatore delle opere nel museo. Jalil viene akumizzato in Faraone, un supercattivo che possiede i poteri di tutti gli Dei Egizi. Trasforma le persone presenti in mummie e rapisce Alya per sacrificarla durante il rituale, e per vendicarsi contro la Dea Coccinella, una delle ex portatrici del Miraculous della Coccinella, che 5000 anni fa aveva fermato il rituale egizio del vero Faraone, Ladybug e Chat Noir riescono comunque a sistemare la situazione e Marinette riesce a recuperare il suo libro di storia. Marinette viene a conoscenza che Tikki è stata il Kwami di tanti precedenti portatori del suo Miraculous in millenni passati oltre alla Dea Coccinella.

## Impostore
- Titolo originale: L'Imposteur
- Scritto da: Sébastien Thibaudeau e Pascal Boutboul

### Trama
Al Place des Vosges viene inaugurata una statua dedicata a Ladybug e Chat Noir, ma lei non si presenta, perché Marinette deve cancellare un suo messaggio vocale imbarazzante inviato ad Adrien in cui ammetteva ironicamente il suo amore per il ragazzo al cellulare di Adrien mentre è impegnato con la lezione di scherma. Chat Noir, capendo che lo scultore Théo Barbot, è innamorato di Ladybug, mente dicendogli che tra lui e la supereroina c'è qualcosa di speciale. Théo si ingelosisce e Papillon lo akumizza in Impostore, una copia esatta di Chat Noir con i suoi stessi poteri. Marinette dopo aver "rubato" il cellulare di Adrien, scopre che Chat Noir è ricercato per aver rubato il quadro della Gioconda al Louvre: in realtà il colpevole è Impostore, che si è fatto passare per Chat Noir. Dopo uno stratagemma Ladybug capisce chi è il vero Chat Noir, i due supereroi riescono a sconfiggere l'avversario e a catturare l'Akuma, facendo ritornare tutto alla normalità. Il giorno dopo Marinette, dopo aver cancellato il messaggio con l'aiuto di Alya, restituisce di nascosto il cellulare, poi si danno un appuntamento al cinema insieme a Nino e Alya.

## Lo Sparabolle
- Titolo originale: Le Bulleur
- Scritto da: Thomas Astruc e Sébastien Thibaudeau

### Trama
È il 14º compleanno di Adrien, il ragazzo vorrebbe organizzare una festa con i suoi amici, ma il padre glielo proibisce. Marinette vorrebbe dare ad Adrien il suo regalo di compleanno, ma per via della sua timidezza e ostacolata da Chloé non ci riesce. Lascia quindi il regalo nella buca delle lettere della Villa Agreste, ma si dimentica di firmarlo. Nino, giunto a Villa Agreste per far felice il suo migliore amico, cerca di far cambiare idea a Gabriel, ma lui lo caccia di casa dicendo che ha una pessima influenza sul figlio. Nino sviluppa così un odio verso gli adulti e viene akumizzato in Sparabolle, un supercattivo che intrappola tutti gli adulti della città in enormi bolle di sapone. In seguito raduna nel cortile della villa tutti i compagni di scuola, anche se contro la loro volontà, per festeggiare il compleanno di Adrien. Quest'ultimo, su consiglio di Plagg, cerca di divertirsi un po' anche se vorrebbe prima aiutare il suo amico. Marinette, vedendo il pericolo, si trasforma in Ladybug e si reca alla festa, ma, quando vede Chloé tentare di baciare Adrien in un ballo lento, presa dalla gelosia, usa il Lucky Charm, in modo da cambiare musica. Dopo aver fatto tornare l'energia a Tikki, vede il regalo che ha fatto per Adrien e decide di firmarlo, poi si ritrasforma ed entra in azione. Adrien, dopo aver visto che i suoi amici sono terrorizzati dallo Sparabolle, si trasforma in Chat Noir e va ad aiutarla. Dopo la battaglia, lo sconfiggono catturando l'Akuma e facendo tornare tutto come prima. Più tardi Adrien riceve il suo regalo da parte di Marinette, una sciarpa azzurra. Gli viene però detto che il regalo è da parte del padre, poiché la segretaria Nathalie ha tolto la firma di Marinette, non avendo avuto tempo di comprarne uno. Marinette, vedendo Adrien così felice che suo padre gli avesse fatto un regalo, non gli dice niente.

## Lady Wi-Fi
- Titolo originale: Lady Wifi
- Scritto da: Sébastien Thibaudeau

### Trama
Alya, convinta che Chloé sia Ladybug dopo aver visto il costume e lo yo-yo che usava, scatta una foto al suo armadietto. Sabrina che ha visto tutto avverte Chloé, e Kim le prende il cellulare. Chloé convince il preside a sospenderla per una settimana con la minaccia di chiamare suo padre il sindaco. Papillon la akumizza in Lady Wi-Fi con i poteri delle opzioni video di un cellulare; Lady Wi-Fi promette a tutta Parigi di rivelare la vera identità di Ladybug. Resasi conto che Chloé non è Ladybug, attacca quella vera. Dopo una lotta nell'hotel Le Grand Paris, Ladybug e Chat Noir riescono a sconfiggere Lady Wi-Fi, distruggendo il Wi-Fi dell'hotel, catturando l'Akuma e facendo ritornare tutto alla normalità. Dopo lo scontro Ladybug dice a Chat Noir che le loro identità devono rimanere segrete, e lui accetta. Il giorno dopo Alya mostra a Marinette le foto di Adrien sul suo nuovo cellulare.

## Il Dessinateur
- Titolo originale: Le Dessinateur
- Scritto da: Matthieu Choquet

### Trama
Nathaniel, un compagno di classe di Marinette, viene preso in giro da Chloé perché disegna sé stesso nelle vesti di un supereroe mentre salva Marinette, di cui è innamorato, da Lady Wi-Fi e Tempestosa. Papillon lo akumizza in Dessinateur, un supercattivo con il potere di rendere reale tutto ciò che disegna e promette di vendicarsi contro Chloé. Marinette deve fare una ricerca di scienze insieme a Chloé e a Sabrina, però Chloé non vuole fare niente e Marinette per via di Dessinateur non riesce a fare la ricerca insieme a Sabrina. Intanto Dessinateur invita la ragazza al suo compleanno per un appuntamento serale sulla Senna, quest'ultima accetta di partecipare in cambio di non far del male a Chloé. Chat Noir, giunse sul posto per sconfiggerlo, ma Dessinateur si accorge della trappola e si reca da Chloé per vendicarsi. Ladybug e Chat Noir riescono a salvare Chloé, rompendo le luci della camera della ragazza dato che Dessinateur non riesce a disegnare al buio e così lo sconfiggono, il giorno dopo Nathaliel, crea un fumetto su Ladybug, innamorandosi di lei.

## Rogercop
- Titolo originale: Rogercop
- Scritto da: Denis Bardiau

### Trama
Durante la giornata scolastica genitori e figli, il bracciale di Chloé scompare, a causa dell'ingordigia di Plagg, avendolo scambiato per una scatola di camembert. Chloé accusa subito Marinette di averlo rubato e il sindaco André Bourgeois, padre di Chloé, ordina all'agente Roger di perquisire lo zaino di Marinette, ma lui non può farlo, perché è contro la legge; il sindaco, ritenendolo un incapace, lo licenzia. Papillon akumizza Roger in Rogercop, un poliziotto cyborg, che vuole far rispettare la legge a tutti i costi e vuole vendicarsi del sindaco Bourgeois. Ladybug e Chat Noir riescono però a sconfiggerlo. Ladybug fa ritrovare il bracciale di Chloé all'agente Roger, e il sindaco si scusa con lui per averlo licenziato, riassumendolo con una promozione a Brigadiere.

## Dark Cupido
- Titolo originale: Le Dislocœur
- Scritto da: Régis Jaulin

### Trama
Nel giorno di San Valentino Adrien cerca di scrivere una lettera d'amore, ma la straccia e la butta. Viene poi trovata da Marinette, che ritrovandosi nella descrizione pensa che la poesia si riferisca a lei, così scrive una lettera di risposta alla poesia di Adrien. Intanto Kim cerca di dichiarare a Chloé ciò che prova per lei. Ma quest'ultima però respinge i suoi sentimenti e manda una foto umiliante di lui a tutta la classe, umiliando Kim. Papillon lo akumizza in Dark Cupido un supercattivo con il potere di rompere l'amore e le amicizie con le sue frecce malefiche, Chat Noir viene colpito da una delle frecce, proprio mentre cercava di confessare a Ladybug i suoi sentimenti e l'attacca, ma lei riesce a farlo tornare in sé, dandogli il "bacio del vero amore", poi i due supereroi riescono a sconfiggere Dark Cupido e a catturare l'Akuma facendo ritornare tutto alla normalità. Dopo lo scontro Marinette si ricorda di aver dimenticato di firmare il bigliettino, e quando Adrien lo riceve, crede che la risposta della sua poesia l'abbia scritta Ladybug.

## Horrificator
- Titolo originale: Horrificator
- Scritto da: Fred Lenoir

### Trama
A scuola, la classe di Marinette e Adrien gira un cortometraggio horror, Horrificator, per un concorso, ma non ci riescono a causa delle paure della protagonista Mylène, che viene presa in giro da Chloé. Papillon la akumizza in Horrificator, una supercattiva con le sembianze di un mostro gelatinoso che diventa più grande se le persone hanno paura di lei. Horrificator riesce a catturare quasi tutti, Adrien e Marinette fingono il proprio rapimento per trasformarsi e riescono infine a sconfiggere Horrificator cantando la canzone preferita di Mylène, Il lupo che puzza, facendola rimpicciolire. I ragazzi possono quindi ultimare le riprese per il film, che però non viene selezionato dal sindaco al concorso.

## Principessa Fragranza
- Titolo originale: Princesse Fragrance
- Scritto da: Matthieu Choquet e Léonie De Rudder

### Trama
Dopo la sconfitta di un supercattivo akumizzato che minacciava di far scomparire la Tour Eiffel, Tikki si ammala di un raffreddore e Marinette la convince di resistere fino alla fine delle lezioni prima di portarla dal guaritore. Intanto a Parigi arriva Alì il principe del regno di Kowar, e Rose, è molto emozionata all'idea e vorrebbe conoscerlo, ma Chloé si prende gioco dei suoi sentimenti, strappando la sua lettera per lui davanti ai suoi occhi e facendola così rendere vulnerabile a Papillon che la akumizza in Principessa Fragranza. Marinette deve portare Tikki da un guaritore speciale da lei indicato, ma il Kwami finisce per sbaglio nelle mani di Chloé, che pensa sia un peluche, da dare al principe Alì. Mentre cerca di recuperarla, Marinette vede Principessa Fragranza, che riesce a rendere tutti suoi servitori grazie a uno speciale profumo magico e che vorrebbe usarlo per sposare il principe Alì e governare insieme la città. Marinette, dopo aver recuperato Tikki, la porta dal guaritore facendola guarire, e corre in soccorso di Chat Noir, che è caduto sotto l'effetto del profumo. Alla fine Ladybug riesce a fermare Principessa Fragranza, catturando l'Akuma e facendo ritornare tutto alla normalità. Infine il principe Alì e Rose vanno insieme a guardare i fuochi d'artificio per poi andare all'ospedale per trovare i bambini.

## Animan
- Titolo originale: Animan
- Scritto da: Cédric Perrin e Jean-Christophe Hervé

### Trama
Nino si prende una cotta per Marinette, Adrien per aiutarlo, invita entrambi allo zoo di Ménagerie du Jardin des Plantes per vedere l'arrivo di una nuova pantera. Al contempo Marinette chiede ad Alya di aiutarla di nascosto e lo stesso lo fa Adrien per Nino, Marinette fraintende le parole di Nino, credendo che lui sia innamorato di Alya e architetta un modo per organizzare un appuntamento con lei, intanto Kim si prende gioco della pantera e del custode dello zoo; Otis Césaire, padre di Alya. Papillon lo akumizza in Animan, un supercattivo in grado di trasformarsi in ogni animale, specialmente in una pantera, Animan libera così tutti gli animali dello zoo invadendo la città. Ladybug e Chat Noir entrano in azione, prendendo Nino e Alya chiudendoli al sicuro in una delle gabbie, Kim cerca rifugio a casa di Marinette, Ladybug cerca di attirare Animan con il polsino di Kim, in modo da sentire il suo odore. Animan, dopo varie trasformazioni, viene sconfitto, catturando l'Akuma e fanno ritornare tutto alla normalità. Nino e Alya scoprono che hanno molte cose in comune, finendo per innamorarsi l'una dell'altro.

## Digital
- Titolo originale: Numéric
- Scritto da: Guillaume Mautalent e Sébastien Oursel

### Trama
La classe di Marinette sta facendo uno stage all'hotel Le Grand Paris, al suo ingresso compare il famoso cantante rock Jagged Stone, che richiede una suite reale per lui e il suo coccodrillo Fang. Marinette viene incaricata dal ruolo di trova-robe, Penny l'assistente di Jagged, ordina a Marinette di trovare degli occhiali a forma di Tour Eiffel, Marinette, non riuscendo a trovare gli occhiali li fabbrica da sé. Intanto Jagged è costantemente seguito dal fotografo Vincent Aza, suo grande fan, che quella volta fa spazientire il cantante e l'assistente che viene sbattuto fuori dall'hotel, venendo akumizzato in Digital, un supercattivo che è in grado di intrappolare le persone in un archivio fotografico in un mondo parallelo. Ladybug dice a Digital di liberare le persone imprigionate in cambio di fargli fare una foto a Jagged. Digital ne libera la metà, inclusi Chloé e Adrien che erano stati catturati pure loro. Adrien si trasforma in Chat Noir, ma viene imprigionato di nuovo, e con il Cataclisma che lo usa sul mondo parallelo di Digital, liberando così l'altra metà delle persone, grazie al Lucky Charm a forma di un portacipria il potere di Digital gli si scaglia contro, imprigionando sé stesso nella foto, Ladybug purifica l'Akuma e tutto torna alla normalità. Nel frattempo la signora Bustier per ringraziare tutti i ragazzi del buon lavoro svolto nell'albergo dona a Nino, Adrien, Marinette e Alya dei biglietti del concerto di Jagged, (che dedica la canzone a Ladybug) essendo gli studenti che si sono impegnati molto al concerto.

## Chittarrik
- Titolo originale: Guitar Vilain
- Scritto da: Sébastien Thibaudeau

### Trama
Jagged Stone ha bisogno di qualcuno che disegni la copertina per il suo nuovo album e pensa subito a Marinette, che aveva creato in precedenza i suoi occhiali da sole a forma di Tour Eiffel. La ragazza, sotto il consiglio del produttore di Jagged, Bob Roth, disegna una copertina molto simile a quella di XY un altro cantante, ma Jagged avendo fiducia in lei, afferma di non ascoltarlo dato che quella roba non è nel suo stile. Poco dopo va su tutte le furie perché XY ha detto che la musica di Jagged è antiquata e Bob Roth vuole che i due si esibiscono insieme in un concerto. Papillon akumizza Jagged Stone in Chittarrik e il suo coccodrillo Fang in un drago occidentale. Chittarrik vuole uccidere XY buttandolo giù dalla Tour Eiffel, ma viene poi sconfitto da Ladybug e Chat Noir, che riescono a salvare XY. Alla fine Marinette disegna per Jagged la copertina definitiva del disco, rispettando il suo stile, il cantante l'approva mente Bob Roth lo accetta controvoglia, qualche giorno dopo Adrien chiede a Marinette l'autografo.

## Darkblade
- Titolo originale: Le Chevalier Noir
- Scritto da: Matthieu Choquet e Léonie De Rudder

### Trama
Marinette e Chloé si sfidano durante le elezioni per essere la rappresentante di classe, Chloé cerca di corrompere i voti dei suoi compagni con degli autografi del famoso cantante Jagged Stone. Il giorno precedente il sindaco Bourgeois viene rieletto sindaco per la quarta volta consecutiva, mentre il suo rivale, il maestro di scherma e di educazione fisica Armand D'Argencourt che voleva essere sindaco per onorare un suo antenato che governava Parigi, ha perso le elezioni e quindi viene akumizzato da Papillon in Darkblade, un supercattivo che trasforma le persone in cavalieri al suo servizio. Darkblade vuole vendicarsi contro il sindaco per aver corrotto i cittadini per votarlo. Ladybug e Chat Noir riescono a sconfiggerlo, catturando l'Akuma e facendo ritornare tutto alla normalità. Alla fine Marinette riesce a diventare rappresentante di classe e Alya come sua sostituta.

## Kung Food
- Titolo originale: Kung Food
- Scritto da: Matthieu Choquet e Fred Lenoir

### Trama
Wang Cheng Shifu, il pro-zio materno di Marinette, è un famoso chef cinese, Marinette ha problemi a fare conversazioni con lui dato che non parla il cinese, così chiama Alya per farsi aiutare e lei le manda Adrien per fare da interprete. Wang è arrivato in finale in un concorso di cucina lo scopo del concorso è che lo chef in questione dovrà preparare il suo piatto migliore e Wang prepara la Zuppa Celeste. Il concorso si svolge all'hotel Le Grane Paris, Chloé, che è una della giuria, prende in giro la zuppa di Wang, Marinette inveisce contro di lei e Chloé per vendicarsi rovina la zuppa, umiliando Wang davanti ai giudici, e al pubblico televisivo. Papillon lo akumizza in Kung Food, un supercattivo in grado di combattere con il cibo. Kung Food sigilla l'hotel rovesciando sopra un'enorme quantità di caramello e poi rende suoi servi i giudici del concorso che hanno mangiato la sua zuppa. Kung Food cattura Chloé per cucinarla in una piscina, trasformata in una zuppa gigantesca. Intervengono Ladybug e Chat Noir, che lo sconfiggono e salvano anche Chloé. Alla fine il sindaco André esclude Chloé dalla giuria e Wang riesce a vincere il concorso di cucina cambiando il nome del suo piatto in Zuppa Marinette.

## Gamer
- Titolo originale: Le Gamer
- Scritto da: Guillaume Mautalent e Sébastien Oursel

### Trama
Marinette partecipa alle selezioni per partecipare al concorso scolastico del videogioco di Ultimate Mecha Strike III, in modo da stare in squadra con Adrien; quando Adrien va a trovare Marinette per allenarsi per il torneo, quest'ultima gli regala il suo portafortuna. Intanto Max che era il loro sfidante e desideroso di partecipare al torneo, dopo la sconfitta contro Marinette viene akumizzato in Gamer, un supercattivo mecha con i poteri del videogioco. Quando Chat Noir e Ladybug riescono a distruggere il mecha di Gamer anche loro ne ottengono uno, poi sconfiggono Gamer e Ladybug purifica l'Akuma. Quella stessa sera al Parc des Princes Marinette decide di cedere il suo posto nella gara a Max, ma Adrien le cede a sua volta il suo posto poiché conscio delle sue capacità, così Max e Marinette vincono il torneo per la loro scuola.
- Guest star: Thomas Astruc doppia la voce del menu di avvio del videogioco nella versione francese.[4]

## Reflekta
- Titolo originale: Reflekta
- Scritto da: Sophie Lodwitz e Eve Pisler

### Trama
A scuola è il giorno della foto di classe e Juleka, spiega che fin da piccola non è quasi mai venuta bene nelle foto, ma Marinette e Rose la rassicurano che questa volta ci riuscirà. Dopo diversi tentativi di mettere in posa i ragazzi, Juleka approfitta della pausa del fotografo Vincent per andare al bagno però Sabrina le blocca la porta per ordine di Chloé in modo da prendere il posto di Juleka per stare vicino ad Adrien. Indignata, Marinette entra nell'ufficio del preside per cancellare la foto in modo che il fotografo ne faccia un'altra, ma viene interrotta da Chloé che minaccia la ragazza con un video che la riprende mentre compie il gesto, ma Marinette riesce a fregarla prendendo il suo cellulare e la scheda SD della macchina fotografica. Intanto Juleka che è triste, viene akumizzata in Reflekta, una supercattiva che ha il potere di trasformare gli altri in sue copie esatte. Anche Chat Noir viene trasformato, ma nonostante ciò lui e Ladybug riescono ad attirarla in trappola, facendo ritornare tutto alla normalità. Marinette restituisce il cellulare a Chloé e la scheda al fotografo e gli chiede se dopo la scuola può fare un'altra foto alla loro classe senza Chloé e Sabrina, questa volta anche con Juleka che riesce a farsi fotografare, e la sua maledizione finisce.

## La Burattinaia
- Titolo originale: La Marionettiste
- Scritto da: Sébastien Thibaudeau

### Trama
Manon e Marinette stanno giocando con delle bambole di pezza fatte da quest'ultima, cioè: Ladybug, Chat Noir, Lady Wi-Fi, Dessinateur e Rogercop. Manon si lamenta perché Marinette vince sempre. Sentendosi in colpa, Marinette permette a Manon di prendere in prestito la sua bambola Ladybug, tuttavia Nadja, la madre di Manon lo proibisce, ricordandole che ha troppi giocattoli, Manon approfittandosi della distrazione di sua madre, convince Marinette a prestarle una bambola e la ragazza le dà quella di Lady Wi-Fi. Quando Nadja arriva agli studi televisivi, scopre che la figlia le ha disobbedito sequestra la bambola, facendo arrabbiare Manon. Papillon l'akumizza nella Burattinaia, una supercattiva in grado di manovrare gli altri come burattini grazie alle sue bambole: cade in suo potere la versione akumizzata di Alya, che la usa per prendere le altre bambole, e cosí la Burattinaia prende anche il controllo di Nathanael e dell'agente Roger, che vengono ritramutati nelle loro identità di supercattivi, e poi anche Chat Noir, Ladybug si ritrova a combattere da sola, riesce però a manovrare il telefono di Lady Wi-Fi per bloccarli, Infine Ladybug la sconfigge, catturando l'Akuma e facendo ritornare tutto alla normalità. Il giorno dopo Marinette e Nadja si scusano a vicenda e la ragazza porta Manon allo zoo.

## Antibug
- Titolo originale: Antibug
- Scritto da: Sébastien Thibaudeau

### Trama
Chloé subisce dispetti da un misterioso essere invisibile che è in realtà si scopre essere la sua "migliore amica", Sabrina, akumizzata in Invisibile, che si vuole vendicare dopo un litigio. Ladybug e Chat Noir la sconfiggono grazie al Lucky Charm a forma di glitter, però anche Chloé viene akumizzata, trasformandosi in Antibug, spinta dal suo odio per l'eroina, causato dall'ascolto di una conversazione tra Ladybug e Chat Noir in cui veniva etichettata come una bugiarda e offesa che Ladybug non abbia dato retta a Chloé dove si trovava l'Akuma di Invisibile. Antibug ha gli stessi poteri di Ladybug, ma i colori della sua tuta sono invertiti, Chat Noir e Ladybug la sconfiggono catturando l'Akuma e facendo ritornare tutto alla normalità. Ladybug si scusa con Chloé e le consiglia di fare pace con Sabrina, che la ragazza farà il giorno dopo e gli regala una nuova spilla che metterà sul suo maglione.

## Simon Dice
- Titolo originale: Jackady
- Scritto da: Fred Lenoir

### Trama
Marinette viene messa in punizione dai genitori per via delle assenze e i ritardi a scuola, e per questo non potrà assistere Nino come partecipante al programma La Sfida, di cui anche il prestigiatore Simon Grimault (Jacques nell'edizione originale), partecipa, però lo "sfidante" Gabriel Agreste rifiuta la sua sfida e il conduttore Alec dice a Simon che ha perso senza neanche cambiare sfidante. Papillon lo akumizza in Simon Dice, con il potere di ipnotizzare la gente con le sue carte. Ladybug e Chat Noir si recano quindi alla Villa Agreste, per avvertire Gabriel che Simon Dice sta venendo a prenderlo per vendicarsi, con un esercito di persone ipnotizzate. Simon Dice riesce comunque a catturare Gabriel e lo ipnotizza facendogli credere prima di essere una farfalla e poi un aereo e di dover "spiccare il volo" dal tetto. Ladybug e Chat Noir riescono a distruggere il mazzo di carte di Simon Dice, catturando l'Akuma e facendo ritornare tutto alla normalità, una settimana dopo Marinette non è più in punizione, e Nino viene chiesto di far ballare due celebrità a sua scelta, e lui sceglie Ladybug e Chat Noir.
- In questo episodio Gabriel si dimostra molto interessato ai Miraculous dei due supereroi; si accorge anche dell'anello di suo figlio Adrien e si insospettisce. Questi sospetti verranno approfonditi nell'episodio Gorizilla.
- A differenza di tutti gli altri episodi, non vediamo Papillon rimuginare sulla sconfitta del suo supercattivo, proprio come nell'episodio Impostore e Principessa Fragranza; viene in seguito svelato che Papillon in questo episodio non ha fatto la sua solita apparizione finale.

## Volpina
- Titolo originale: Volpina
- Scritto da: Léonie De Rudder e Matthieu Choquet

### Trama
Adrien trova nella cassaforte segreta del padre, nascosta dietro il ritratto della madre, un libro misterioso che si rivela essere il grimorio dei Miraculous, e il ragazzo per capirne di più lo porta a scuola, però viene rubato da una nuova studentessa della sua classe, l'italiana Lila Rossi, una ragazza bugiarda che mente molto bene e si fa amare da tutti. Lila per impressionare Adrien finge di essere molto amica di Ladybug ed essere una discendente dell'inesistente supereroina Volpina. Ladybug, irritata dalle sue bugie e ingelosita, smentisce molto duramente la cosa, umiliando Lila di fronte ad Adrien. Papillon la akumizza in Volpina, che ha gli stessi poteri del Miraculous della Volpe, ossia creare illusioni in modo limitato suonando un flauto traverso. Si finge alleata dei due eroi, ma Ladybug, insospettita dalla sua improvvisa apparizione, riesce a scoprire che la falsa supereroina è in realtà Lila akumizzata. Infine Ladybug e Chat Noir riescono a sconfiggerla, facendo ritornare tutto alla normalità. Nonostante le scuse di Ladybug per l'umiliazione, Lila non si placa e Papillon afferma che ha intenzione di sfruttare di lei in futuro. Successivamente Adrien si accorge della scomparsa del grimorio di suo padre, mentre Tikki nel frattempo lo aveva recuperato dopo che Lila l'aveva buttato in un secchio della spazzatura al Place des Vosges, dato l'enorme valore del grimorio, Tikki dice a Marinette di portarlo dal guardiano dei Miraculous, che si rivela non essere altro che il maestro Wang Fu.